# 佐藤浩 (カーリング選手)
佐藤 浩（さとう ひろし、1978年1月30日 - ）は、日本のカーリング選手。カーリング指導者。元北海道銀行女子カーリング部コーチ。札幌カーリング協会事務局長。

## 経歴
北海道常呂郡常呂町（現北見市）生まれ。北海道網走南ヶ丘高等学校、信州大学経済学部卒業。
日本選手権では1996年から1999年まで4連覇を達成（うち97年から3年は長野五輪代表チームとなる全日本チームとしての出場）。1998年長野オリンピックでは日本代表として5位。
2012年6月に阿部晋也、竹田直将、松村雄太と共に札幌でカーリングチーム「4REAL」を設立。
2017年、選手としては一線を退き、北海道銀行フォルティウス（現：フォルティウス）のコーチに就任。
2021年12月、北海道銀行女子カーリング部のコーチに就任。
2025年6月、契約満了によりコーチを退任。

## チーム

### 4人制男子
| シーズン | スキップ    | サード   | セカンド          | リード   | リザーブ   | 備考      |
| -------- | ----------- | -------- | ----------------- | -------- | ---------- | --------- |
| 1993-94  | 佐藤浩(s)   | 藤沢伸光 | Yoshihiro Kataoka | 工藤直樹 | 須永秀隆   | WJCC 1994 |
| 1994-95  | 佐藤浩(s)   | 工藤直樹 | Yoshihiro Kataoka | 藤沢伸光 | 広沢祐輔   | WJCC 1995 |
| 1995-96  | 佐藤浩(s)   | 敦賀信人 | 堀員仁            | 阿部晋也 | 敦賀浩司   | WJCC 1996 |
| 1997-98  | 敦賀信人(s) | 佐藤浩   | 近江谷好幸        | 工藤博文 | 中峰寿彰   | OG 1998   |
| 1997-98  | 敦賀信人(s) | 佐藤浩   | 堀員仁            | 阿部晋也 | 広沢祐輔   | WJCC 1998 |
| 1998-99  | 敦賀信人(s) | 堀員仁   | 佐藤浩            | 工藤直樹 | 近江谷好幸 | PPC 1998  |
| 1999-00  | 敦賀信人(s) | 佐藤浩   | 堀員仁            | 工藤直樹 | 阿部晋也   | JCC 2000  |
| 2012–13  | 阿部晋也(s) | 佐藤浩   | 竹田直将          | 松村雄太 |            | JCC 2013  |
| 2013–14  | 阿部晋也(s) | 松村雄太 | 竹田直将          | 佐藤浩   |            | [ 16 ]    |
| 2014–15  | 阿部晋也(s) | 松村雄太 | 林佑樹            | 佐藤浩   |            | JCC 2015  |
| 2015–16  | 阿部晋也(s) | 松村雄太 | 林佑樹            | 佐藤浩   | 谷田康真   | JCC 2016  |
| 2016–17  | 阿部晋也(s) | 松村雄太 | 林佑樹            | 佐藤浩   | 谷田康真   | JCC 2017  |

## 主な成績

### 日本代表
- 長野オリンピック：5位（1998年）
- パシフィックカーリング選手権：準優勝 (1996年、1997年、1998年[13])

### クラブチーム
- 日本カーリング選手権：優勝 (1996年、1997年、1998年、1999年[4])